# Oni Press
Oni Press — незалежне американське видавництво коміксів і графічні новели базується в Портленді, штат Орегон.

## Історія
У 1997 році Боб Шрек і Джо Ноземак заснували видавництво з метою публікації коміксів і графічних новел, які вони хотіли б самі прочитати. Незадоволені матеріалом, який був домінуючим у галузі коміксів, вони твердо вірили, що послідовне мистецтво може бути використане, щоб розповісти будь-яку історію. Шрек покинув компанію у 1999 році, і Oni Press в даний час належить Ноземаку, Джеймс Лукас Джонсу і Чарлі Чу.
Назва компанії походить від oni, японського слова для огрівних демонів, популярних в японському фольклорі.
Багато коміксів видавництва ставали лауреатами Премія Ейснера — однієї з найпрестижніших премій в області коміксів. Наприклад: Скотт Пілігрим, Black Metal, Grey Horses, Whiteout: Melt, Queen & Country і багато інших комікси отримували численні номінації.
У червні 2022 року Джонса та Чу були звільнені полярністю, а за ними Леманн покинув компанію. У липні компанія звільнила старший віце-президент з продажу та маркетингу Алекса Сегури, менеджера з продажу Генрі Бараджа, старшого редактора Аманди Медоуз та редактор Жасмін Амірі. Старший віце -президент з ігор та операцій Стів Елліс та асоційований видавець Мішель Нгуен залишилися з компанією. Крім того, Oni Press скасував і їхній простір, і їхні панелі в майбутньому Сан-Дієго Comic-Con.